# 베이린구 (쑤이화시)

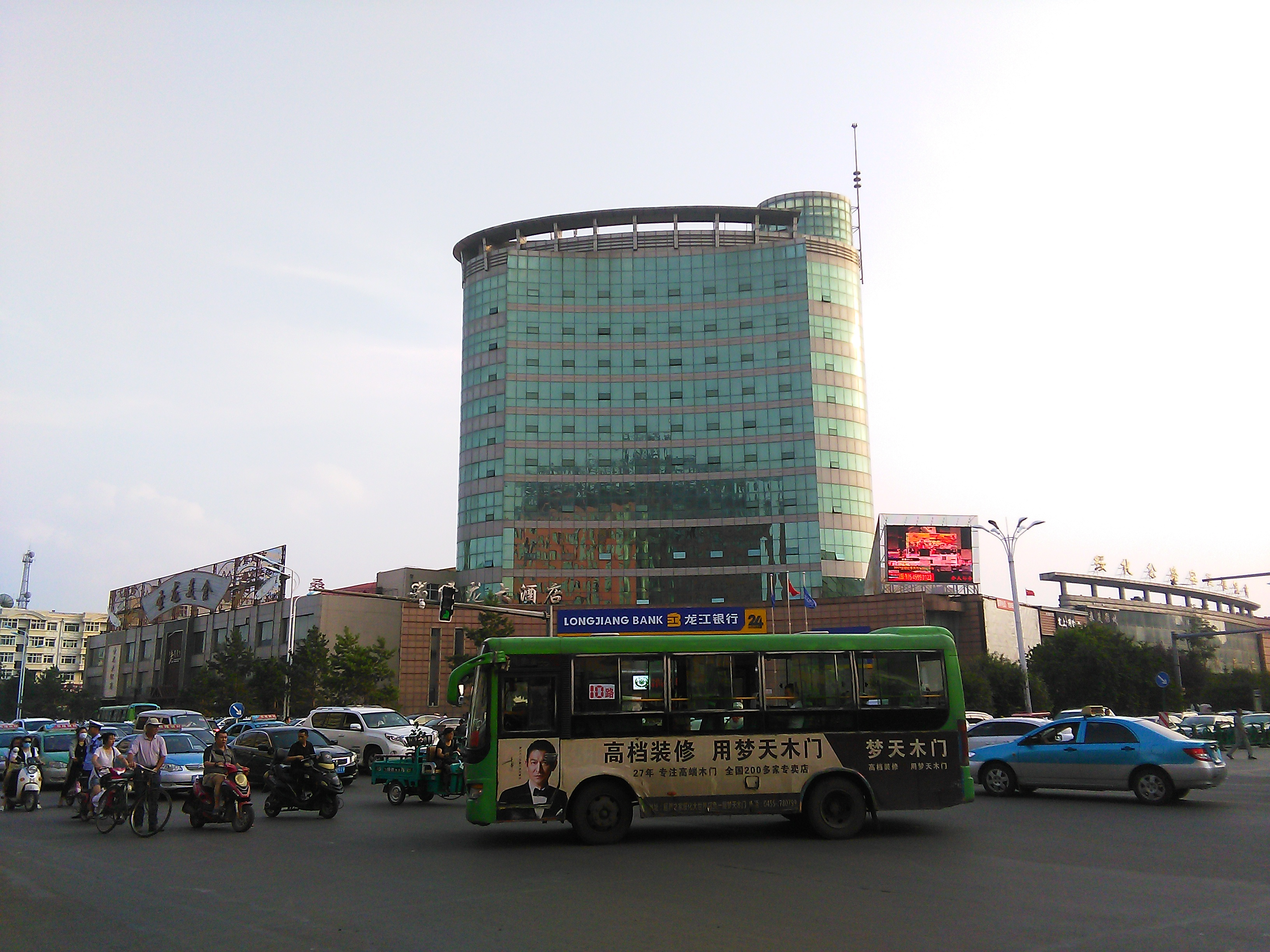

베이린구(한국어: 북림구, 중국어: 北林区, 병음: Běilín Qū)는 중화인민공화국 헤이룽장성 쑤이화 시의 행정구역이다. 넓이는 2723km2이고, 인구는 2007년 기준으로 890,000명이다.

## 행정 구역
4개 가도, 12개 진, 4개 향을 관할한다.
- 가도: 大有街道, 吉泰街道, 紫来街道, 爱路街道.
- 진: 四方台镇, 秦家镇, 西长发镇, 利民镇, 双河镇, 张维镇, 宝山镇, 津河镇, 三河镇, 太平川镇, 永安镇, 绥胜镇.
- 향: 东富乡, 兴福乡, 隆太乡, 东津乡.
- 민족향: 싱허 조선족 향(兴和朝鲜族乡).